# Рухолла Хусейні
Сеєд Рухолла Хусейні (перс. سید روح‌الله حسینی; 23 серпня 1978) — іранський боксер, призер Азійських ігор, чемпіон Азії.

## Аматорська кар'єра
На Азійських іграх 1998 програв у півфіналі Руслану Чагаєву (Узбекистан) і отримав бронзову медаль.
На чемпіонаті Азії 1999 у півфіналі знов програв Руслану Чагаєву (Узбекистан).
На Олімпійських іграх 2000 програв в першому бою  Марку Сіммонсу (Канада).
На чемпіонаті Азії 2002 здобув дві перемоги, зокрема над Насером Аль-Шамі (Сирія) у півфіналі, а у фіналі програв Шавкату Алі (Пакистан).
На чемпіонаті Азії 2005 здобув дві перемоги, зокрема над Рустамом Саїдовим (Узбекистан) у фіналі, і став чемпіоном.
На чемпіонаті Азії 2009 у півфіналі програв Чжан Чжілей (Китай).
На Азійських іграх 2010 програв у півфіналі Івану Дичко (Казахстан) і отримав бронзову медаль.